# Муттенц (футбольний клуб)
Футбольний клуб Муттенц (нім. SV Muttenz) — швейцарський футбольний клуб із міста Муттенц. Клуб засновано 11 січня 1921 року.

## Історія
Клуб засновано 11 січня 1921. Здебільшого команда «Муттенц» виступає в нижчих лігах, найбільше досягнення було в сезоні 1978/79 — перша ліга чемпіонату Швейцарії. Надалі клуб вибув до третьої ліги, повернувшись до першої ліги у 90-ті роки, але не надовго, вже у середині 90-х вони знову вибули до другої ліги.
У сезоні 2004/05 ФК «Муттенц» виграв свій груповий турнір у другій лізі та знову підвищився до першої ліги. Наразі виступають в третій групі 2-ї ліги.